# Muxagata (Vila Nova de Foz Côa)
Muxagata ist eine Gemeinde (Freguesia) im portugiesischen Kreis Vila Nova de Foz Côa. In ihr leben 267 Einwohner (Stand 19. April 2021).